# Mireille
A Mireille Charles Gounod 1864. március 19-én a párizsi Théâtre Lyrique-ben bemutatott ötfelvonásos operája. Bár nem lett repertoár darab, újabban több dalszínház és fesztivál is elővette, a párizsi opera pedig 2009 őszén felújította a darabot és újra műsora tűzte. Hazai operatársulataink még nem állították színpadra sem vidéken, sem pedig a fővárosban, de a 2007-es Miskolci Operafesztiválon a Kassai Nemzeti Színház vendégelőadása jóvoltából két estén át élvezhette a közönség az egyébként rendkívül dallamos és lírai darabot.

## Az opera története
A librettó alapjául Frédéric Mistral Nobel-díjas provanszál költő valós eseményeket feldolgozó eposza szolgált. A művet Gounod már megjelenésekor olvasta és egyből elnyerte a tetszését. Mikor Michel Carré szövegkönyvíróval elhatározták, hogy operaszínpadra viszik a történetet, kérték Mistral hozzájárulását. A költő azt válaszolta, hogy nagyon örül neki, hogy elnyerte az akkor már nemes zeneszerző tetszését műve, de azt tanácsolja neki, ha igazán meg szeretné érteni és át szeretné élni azt az életérzést, amelyet eposzával szándékozott közvetíteni, akkor feltétlenül le kell utaznia Provence-ba. Gounod örült a meghívásnak. Eleinte csak pár napot szeretett volna környezet tanulmányozással tölteni, de aztán a fogadtatás és a provence-i életélmény meggyőzte róla, hogy feltétlenül vissza kell még utaznia egy hosszabb időre.
Mistral megmutatta Gounod-nak a régió természeti szépségeit, többek között meglátogatták a Pokol-völgyét is, ahol a Mireille harmadik felvonásának egy része játszódik. Misét hallgattak a Les-Saintes-Maries-de-la-Mer zarándokkápolnában, ami a mű ötödik felvonásának helyszínéül szolgált. Ezután a zeneszerző saint-rémyi Hôtel de Ville-ben szállt meg, és itt kezdett hozzá a komponáláshoz. A kedvéért még egy zongorát is beállítottak a szobába. Körülbelül 2 hónapot töltött itt, jól összebarátkozott a helyi lakosokkal, akiknek tiszteletből még egy koncertet is rögtönzött. Ezen a hangversenyen volt hallható először a már majdnem befejezett partitúra néhány részlete.
Miután a zeneszerző hazautazott Párizsba, itt még egy rögtönzött próbát tartottak Georges Bizet és Camille Saint-Saëns közreműködésével. A két zeneszerző kolléga le volt nyűgözve, és valamennyien biztosak voltak az új opera sikerében. Aztán megkezdődött a premier előtti hosszú és fárasztó próbaidőszak. Gounod ezúttal is vitába keveredett Carvalho színigazgatóval. Rhone képet kihagyták az előadásból, mert az igazgató aggódott, hogy a démoni vízió hogyan fogja befolyásolni majd a közönség hangulatát, a Crau-képet pedig hosszas viták után végül a felére rövidítették. Azonban Carvalho asszony, a Théâtre Lyrique igazgatójának felesége, így sem bírta szusszal a hangjához képest túlméretezett szerepet. Ez nagy szerepet játszott abban, hogy a darabot tíz előadás után levették a műsorról. A darab szétfeszítette az opéra comique formai kereteit: túl hosszú volt, hiányoztak belőle a prózai dialógusok, a végén elmaradt a happy end és maga a zenei megformálás is túlságosan igényes volt a könnyebb darabokhoz szokott publikum számára. Carvalho csak abban az esetben volt hajlandó ismét műsorra tűzni az operát, ha mindezen kifogásokat orvosolja a zeneszerző. Carvalho asszony ezenkívül szeretett volna még a főszereplő számára legalább egy koloratúr bravúr áriát és egy valcert.
Már az ősbemutató évében megtartott londoni előadásra több változtatás után került sor, de a Mireille alaposabb átdolgozására csak a darab december 15-ei párizsi felújítása alkalmából került sor. Gounod jelentősen könnyített az énekszólamokon, új szólamokat is beiktatott, elhagyta a recitativókat, azok helyébe prózai párbeszédek kerültek, valamint happy endesítve lett a végkifejlet. A 2. átdolgozás azonban nem sokat lendített a mű népszerűségén.
1874-ben Camille du Locle, az Opéra Comique igazgatója vállalkozott az opera színre állítására. Ez alkalommal visszaállították a, már a premier előtt elhagyott, Rhone képet, valamint az átdolgozások során elhagyott Pokol-völgy jelenetet, ária áthelyezéseket hajtottak végre. A szerző tiltakozása, sőt bírsági útján történő letiltása ellenére, megtartották a 2. verzió keringőjét. A 3. verzió premierjén a címszerepet ismét Carvalho asszony alakította.
1889-ben Carvalho lett az Opéra Comique vezetője és elhatározta, hogy újra színre viszi a darabot. Végre nem a felesége énekelte a főszerepet, az eredetileg öt felvonásból négyet csináltak, visszaállították a szomorú végkifejletet. Megtartották viszont a 2. verzió Vincent és Mireille esküvőjéhez komponált kórust. Ezt tekinthetjük az opera 4. verziójának.
Az ötödik verzió megalkotására akkor került sor, amikor 1901-ben, az Opére Comique akkori igazgatója, Albert Carré úgy döntött, ismét műsorra tűzik az operát. Gounod ekkor már több éve nem élt, így Carré a beleegyezése nélkül javasolt több, lényeges változtatást az eredeti partitúrán. Ez a változat megtartotta az ötfelvonásos beosztást és a drámai végkifejletet.
A történet végül 1939-ben ért véget. Ekkor Guy Ferrant kezdeményezésére hozzáláttak az eredeti változat rekonstruálásához. A kutatásban jelentős érdemeket szerzett Reynaldo Hahn, valamint Henri Busser, aki a zeneszerző egykori tanítványa volt. Ez a változat már mindenben híven követte az eredetit, csak a pásztor szólamát tették át szopránba tenor helyett.

## Az opera szereplői és helyszínei
| Szereplő                                | Hangfekvés       |
| --------------------------------------- | ---------------- |
| Mireille, Ramon lánya                   | koloratúrszoprán |
| Vincent, Ambroise fia, Mireille jegyese | tenor            |
| Taven, cigányasszony                    | mezzoszoprán     |
| Ourias, marhapásztor, Vincent riválisa  | bariton          |
| Vincette, Vincent testvére              | mezzoszoprán     |
| Ramon, gazdag farmer, Mireille apja     | basszus          |
| Ambrois, elszegényedett földműves       | bariton          |
| Révész                                  | basszus          |
| Clémence, fiatal lány                   | szoprán          |
| Alari, juhász                           | néma szerep      |
| Pascal, csikós                          | néma szerep      |
| Andreloux, pásztor                      | fiúszoprán       |

- Az opera helyszínei: I. felvonás: egy eperfaültetvényen; II. felvonás: egy amfiteátrum előtt; III. felvonás: 1. kép: A Pokol-völgyében, 2. kép: a Rhone partján; IV. felvonás: 1. kép: az uradalomban, 2. kép: a Crau-hasadékban; V. felvonás: a Saint-Marie-i zarándoktemplomban
- Játékidő: 2½ óra

## Az opera cselekménye

### I. felvonás
Szent Iván napjának reggelén az uradalomban a munkáslányok a selyemhernyó-tenyészet számára gyűjtenek eperleveleket. Egyszer csak feltűnik Taver, a boszorkánynak tartott cigányasszony, aki szorgosabb munkára ösztönzi a dolgozókat. Clémence jövendőbelijéről kér tőle jóslást: mindegy milyen, csak gazdag legyen. Mireille más véleményen van: ő csak olyanhoz tudna hozzá menni, akit szeret, nem baj, hogy nincsen semmije. A lányok tudják, azért beszél így, mert választottja Vincent, a szegény kosárfonó. Taven négyszemközt figyelmezteti Mireille-t, hogy választottja még sok gondot fog neki okozni. Felajánlja segítségé baj esetén, majd távozik. Ezután lép színre Vincent. A szerelmesek megfogadják, ha elsodródnak egymás közeléből, akkor a Les-Saintes-Maries-de-la-Mer zarándoktemplomban fognak találkozni újra.

### II. felvonás
Az nap délután a arles-i aréna előtt a szokásos bika futtatásra készülnek. Lassan benépesül az utca, Vincent és Mireille külön érkeznek. A tömeg unszolására egymásnak felelgetve előadják a Magali legendáját: a dal egy lányról szól, aki madárrá változik, így szabadul meg kedvesétől. Azonban ezután nem talál többé párra, így végül önmagába szeretett bele. Taven jelenik meg és félre hívja a lányt. Elmondja neki, hogy fültanúja volt Ourrias, Alari és Pascal beszélgetésének, akik arról vitatkoztak, ki szerzi meg feleségnek Mireille-t. A cigányasszonynak rossz előérzete van, ezért inti a lányt attól, hogy szembe forduljon az apjával. Ourias tűnik fel, aki tolakodva udvarolni kezd Mireillnek, aki kedves elhárítja közeledését.
A tömegben felbukkan Ramon és Ambroise is. Vincent apja azon kesereg, hogy fia egy fölötte állónak udvarol. Ramon erre csak annyit mond, hogy a lány szülei megtalálják majd a módját, hogyan térítsék el a lányt szándékától. Meg a lánynak úgyis azt kell tennie, amit az apja akar, mert a régi szokásrend szerint a családfő családjában élet és halálra ura. Ezt hallva Mireille apja elé ugrik azzal a felkiáltással, hogy akkor ölje meg, mert őt szereti Vincent. Ramon éktelen haragjában Ambroise-ra és fiára ront, dühét csak a tömeg tudja megakadályozni.

### III. felvonás
1. kép: Ourrias cimboráival Taven barlangjához tart. Le akarja itatni társait, hogy azután hozzá láthasson bosszújához: meg akarja ölni Vincentet. Ám a fiú hamarabb megjelenik, mint gondolta. Összeszólalkoznak, a pásztor botjával leüti, majd halottnak tartva elmenekül.
2. kép: A vélt gyilkosságtól felzaklatva Ourrias a folyópartján várja a révészt, hogy átvigye a túlsó partra. Hirtelen úgy látja, hogy megelevenedik a folyó: halott asszonyok és lányok szellemei jönnek elő, akik szerelmi bánatukban a vízbe ölték magukat. Mikor a révész oda ér a fiúhoz, fejér olvassa bűneit. A pásztor ellöki és maga kezd el evezni a csónakkal, ám az a folyó közepén léket kap és süllyedni kezd. A bűnös lelket örökre elnyelik a hullámok.

### IV. felvonás
1.kép: Szent-Iván éj. Ramón érzi, hogy elvetette a sulykot és összetörte lánya szívét. Vincette tűnik fel a színen és Mireille-hez lopódzik. A lány tőle tudja meg, hogy Vincent megsebesült, de él. A lány nyomban felkerekedik, hogy a zarándoktemplomban ráleljen szerelmére.
2.kép: Mireille eléri a Crau-hasadékot, az út legveszélyesebb részét. Ereje már fogytán van, ezért Magelone (egy régi eposz hősnője) segítségét kéri, aki egykor maga is kedvese keresésére indult a hegyekbe. Távolból dudaszó és havasi kürtök hangja hallatszik: a pásztorok köszöntik az éj leszálltát.

### V. felvonás
Taven hamar meggyógyította Vincentet. A fiú már a templomban van és kedvesét várja. Végül megérkezik Mireille is teljesen kimerülve. A templomban a zarándokok déli éneke szól. Megérkezik Ramon, aki megköveti a szerelmeseket és Vincette is vele van. De már minden hiába: Mireille Vincent karjaiban ki leheli a lelkét.

## Az opera zenéje
A kritikusok fel szokták vetni az opera egyenetlen felépítését, leginkább az I. felvonást szokták kifogásolni, de ezek az apró részletek az átlag opera hallgatót nem zavarják. Az énekszólamok igen igényesek. Mireille szerepét olyan szopránnak kell alakítania, aki képes megbirkózni a virtuóz koloratúr részekkel is, de a többi vezető szerep is magas követelményeket támaszt az énekesekkel szemben. A művet átszövik a folklorisztikus dallamok, jó hátteret és a cselekmény helyszínére jellemző hangulatot biztosítva. A hangulatot néhány speciális hangszer alkalmazása (havasi kürt, duda, harangjáték) teszi még hitelesebbé. Jelentős szerep jut a kórusnak. Az együtteseket és a szóló számokat megszólaltató részek hangszerelése igen gazdag és hatásos.

## Az opera ismertebb részletei
- O leger hirondelle – Mireille keringő dala az I. felvonásban
- Si les filles d’Arles –Ourrias dala a II. felvonásban
- Anges du Paradis – Vincent áriája a IV. felvonásban

## Diszkográfia
- Mirella Freni (Mireille), Alain Vanzo (Vincent), José van Dam (Ourrias), Gabriel Bacquier (Ramon) stb.; Toulouse-i Capitole Ének- és Zenekara, vez.: Michel Plasson (1979) EMI 6 86186 2